# 桜井龍子
桜井 龍子（さくらい りゅうこ、1947年（昭和22年）1月16日 - ）は日本の元最高裁判所判事。元労働省官僚。旧姓は藤井で、最高裁判事就任前は旧姓で活動していた。一般財団法人日本カメラ財団理事長。

## 経歴
福岡県大牟田市出身。父は小学校教員。福岡県立大牟田北高等学校を経て、1969年（昭和44年）九州大学法学部卒業。九大では原島重義の民法のゼミに所属。九大在学中に国家公務員採用上級甲種試験（区分・法律）を合格。
1970年（昭和45年）4月労働省入省。1986年（昭和61年）4月 労働省労政局労政課中小企業労働対策室長。1988年（昭和63年）6月2日 日本労働協会へ出向。1990年（平成2年）8月 労働省婦人局婦人福祉課長。1992年（平成4年）7月16日 労働省労政局勤労者福祉部企画課長。
1993年（平成5年）4月1日 大阪府生活文化部長。1995年（平成7年）5月12日 自治省大臣官房付（自治省へ出向）。1995年（平成7年）5月12日 労働省大臣官房付。1995年（平成7年）6月 労働省労政局勤労者福祉部長。1997年（平成9年）7月1日 労働大臣官房審議官（労政担当）。
1998年（平成10年）6月 労働省女性局長（51歳）。2001年（平成13年）1月5日 辞職。2001年（平成13年）4月1日 内閣府情報公開審査会委員（第三部会長）。
2004年（平成16年）6月 大阪大学大学院法学研究科招へい教授（労働法）。2007年（平成19年）4月 九州大学法学部客員教授（労働法）。2008年（平成20年）4月 衆議院事務局情報公開苦情審査会委員。2008年（平成20年）9月11日 最高裁判所判事（横尾和子の後任、女性3人目、初の戦後生まれ。2017年（平成29年）1月15日 定年退官。
2017年（平成29年）8月 九州大学東京同窓会会長
。2018年（平成30年）4月29日 旭日大綬章受章。2018年（平成30年）九州大学法学部東京同窓会会長。

## 人物
日本初の女性弁護士のひとりで、裁判官としても活躍した三淵嘉子をモデルにした猪爪寅子の人生を描いたNHKの連続テレビ小説『虎に翼』を熱心に視聴する。「放映当初は、私がかつて味わった思いがテレビの中で再現されていることも多く、毎日涙を流していた」と言う。

## 裁判
- 2009年4月13日 御殿場事件で[16]被告人4名の上告を棄却（全員一致、裁判長）。
- 2010年10月26日 日本航空機駿河湾上空ニアミス事故で、業務上過失傷害罪に問われた航空管制官2人の上告を棄却する決定で、無罪とする反対意見[17]。
- 2010年、オウム真理教元教祖麻原彰晃の再審請求棄却。
- 2011年3月10日、大阪・愛知・岐阜連続リンチ殺人事件で元少年3人の上告を棄却、3人全員を死刑とした名古屋高裁判決を確定。
- 2011年6月6日、村上ファンド事件で村上ファンド元代表の村上世彰の上告を棄却、懲役2年、執行猶予3年、罰金300万円、追徴金約11億4900万円とした東京高裁判決を確定。[18]
- 2012年1月16日、君が代処分取消訴訟で、戒告処分を違法ではないとし、減給処分および停職処分を違法とする多数意見（補足意見を執筆）。
- 2012年2月20日、光市母子殺害事件で元少年の上告を棄却、被告を死刑とした広島高裁差し戻し審判決を確定。
- 2013年10月16日、名張毒ぶどう酒事件第7次再審請求の名古屋高裁による却下判決を支持、特別抗告を棄却。
- 2014年10月23日、妊娠を機に長時間労働の部署から短時間労働の部署に移り、副主任の座を後輩に譲った病院勤務の女性が出産後に副主任の地位に戻る事を求め起こした裁判、俗にいうマタハラ訴訟。妊娠がきっかけの降格は違法で無効とする判断を示した[19]。
- 2014年12月、携帯電話の途中契約解約金訴訟で、消費者団体側の上告を退ける決定。
- 2015年2月2日、秋葉原通り魔事件の上告を棄却、死刑判決が確定。
- 2015年12月3日、1997年の三重県上野市でのホテル強盗殺人事件(上野市ビジネスホテル従業員強盗殺人事件)で、時効撤廃後の起訴を合憲とする判決。

## 国民審査
- 2009年8月30日 第21回最高裁判所裁判官国民審査（第45回総選挙と同時） - 罷免を可としないが6228万2623、可とするが465万6462で信任。